# Instituto de História do Tempo Presente
O IHTP foi criado em 1978 como parte do Centro Nacional de Pesquisa Científica (CNRS) da França e acompanhou de perto o surgimento, no cenário francês, dos movimentos memorialísticos que emergiam no final do século XX. As reformulações sobre a história nacional francesa, o crescimento espantoso das buscas identitárias e a dita crise das ciências sociais, foram alguns dos assuntos vastamente tratados dentro do IHTP. Inicialmente, a construção do IHTP e suas propostas epistemológicas, não foram muito bem recebidas na França ou em outras regiões do continente europeu por suas analises serem especialmente o tempo próximo. Nesse período, a considerada História Contemporânea, a qual muitas vezes se confunde a História do Tempo Presente, era um campo muito pouco explorado pelos historiadores no país, que tinham como áreas de pesquisa e interesse períodos como a Idade Média e Moderna.
Com a emergência de pesquisadores como René Rémond, Jean-Pierre Rioux e o próprio François Bedaridá, no campo da Nova História Política, que buscava analisar processos recentes, o IHTP passou a ganhar espaço no cenário nacional e internacional. Atualmente, o IHTP é presidido por Christian Delage, um pesquisador francês que estuda não apenas  temáticas de investigação já consolidadas dentro do Instituto, como o Nazismo ou os movimentos antissemitistas, mas também a História do Audiovisual e do Cinema. Entre os integrantes atuais, encontra-se Henry Rousso, um dos principais investigadores acerca da História do Tempo Presente. Conhecido por seus estudos sobre o regime de Vichy, Rousso foi também diretor do IHTP entre 1994 e 2005, auxiliando diretamente na constituição do Instituto e do próprio campo de estudo por meio de suas abordagens.

## Ligações Externas
- Site Francês do Instituto